# Transdev Group
Die Transdev Group S.A. (bis März 2013 Veolia Transdev) mit Sitz in Issy-les-Moulineaux bei Paris ist ein Betreiber von öffentlichen Verkehrsmitteln. Eigentümer sind die Rethmann-Firmengruppe, die 66 % des Aktienkapitals hält, sowie die staatliche französische Caisse des Dépôts (CDC). In Deutschland ist der Transdev-Konzern über die Transdev GmbH tätig.

## Geschichte
Der Konzern entstand aus der im März 2011 vollzogenen Fusion von Veolia Transport mit Transdev und hieß zunächst Veolia Transdev. Die Anteile des Unternehmens wurden zunächst je zur Hälfte von Veolia Environnement und von der staatlichen Caisse des Dépôts (CDC) gehalten. Ein Börsengang war ursprünglich innerhalb von 12 Monaten nach der Fusion geplant.
Wenige Monate später gab Veolia im Dezember 2011 bekannt, sich mittelfristig komplett vom Transportgeschäft verabschieden zu wollen. Die geplante Veräußerung scheiterte zunächst, und im Oktober 2012 gab CDC bekannt, ihren Anteil auf 60 Prozent im Rahmen einer Kapitalerhöhung erhöhen zu wollen, so dass sich der Anteil von Veolia auf 40 Prozent reduziert hätte. In der Folge wurde im März 2013 der Namensbestandteil Veolia aus der Firma gestrichen, das Unternehmen heißt seitdem nur noch Transdev. Im Rahmen dieser Transaktion war ursprünglich vorgesehen, dass Veolia einen 66-%-Anteil am Korsika-Fährunternehmen SNCM von Transdev übernehmen sollte. Angesichts der chronischen Verluste der SNCM und einer möglichen Insolvenz weigerte sich Veolia, diese Vereinbarung einzuhalten, womit im November 2013 auch der Teilausstieg von Veolia auf Eis lag. Die Kapitalerhöhung seitens CDC wurde nicht durchgeführt. Stattdessen wurde der französische Rechnungshof mit einer Untersuchung der Fusion betraut, die der staatlichen CDC hohe Verluste beschert hatte.
Im Mai 2013 verkaufte Transdev sämtliche Beteiligungen im östlichen Europa an die DB-Tochter Arriva.
Der Veolia-Konzern verkaufte im Dezember 2016 einen 20%igen Anteil von Transdev an die CDC für 220 Mio. Euro und suchte nach einem Käufer für die restlichen 30 %.
Anfang Oktober 2018 meldete die Rethmann-Gruppe, dass sie beabsichtigt, die verbliebenen 30 % der Anteile der Veolia Environnement zu übernehmen. Da gleichzeitig das Geschäft der Rethmann-Tochter Rhenus Veniro in die Gesellschaft eingebracht wurde, hält die Rethmann-Gruppe 34 % an Transdev, während CDC 66 % des Kapitals und 67 % der Stimmrechte gehören. Die Fusion wurde zum 9. Januar 2019 vollzogen, nachdem die Kartellbehörden in Deutschland, Österreich und Australien dem Zusammenschluss zugestimmt haben. In Deutschland entstand durch die Zusammenführung der Rhenus Veniro und Transdev GmbH der zweitgrößte Anbieter für ÖPNV und SPNV nach der Deutschen Bahn.
Anfang März 2019 begann die Transdev Group Verhandlungen mit der deutschen Flixmobility über den Verkauf von Isilines/Eurolines France, den drittgrößten Betreiber von Fernbusaktivitäten in Frankreich. Anfang Mai 2019 einigte sich die Transdev mit Flixmobility auf die Übernahme von Eurolines und von der vor allem in Frankreich verbreiteten Marke Isilines. Transdev Eurolines hat in mehreren Ländern Tochtergesellschaften – neben Frankreich unter anderem in den Niederlanden (Eurolines Nederland, 100 %), Belgien (Eurolines Belgien, 100 %), Tschechien (Transdev Eurolines CZ, 100 %) und Portugal (Internorte, 50,84 % und Intercentro, 48,4 %, beide Unternehmen sind voll konsolidiert). Die Transdev Eurolines hält noch Beteiligungen in Spanien.

## Unternehmen
Muttergesellschaft des Konzerns ist die Transdev Group S.A. mit Sitz in Issy-les-Moulineaux; Aktionäre sind seit Freigabe der involvierten Wettbewerbsbehörden im Januar 2019 die französische staatliche Caisse des Dépôts (CDC) mit rund 66 % des Aktienkapitals, und die deutsche Rethmann-Gruppe mit 34 % der Anteile. Im Juni 2025 genehmigte der französische Staat den Verkauf eines 32 % Aktienpakets an Rethmann, die somit die Aktienmehrheit erhalten; die staatliche CDC verbleibt mit 34 % Minderheitsaktionär; der Erwerb erfolgte am 1. Juli 2025.
Der Verwaltungsrat (conseil d'administration) zählt elf Mitglieder, davon sind sechs Vertreter der CDC, drei Vertreter der Rethmann-Gruppe, und ein Arbeitnehmervertreter sowie ein konzernunabhängiges Mitglied.
Das geschäftsleitende Komitee (comité exécutif) besteht aus zehn Mitgliedern: dem Geschäftsführer (CEO), den fünf Leitern der Abteilungen Generalsekretariat, Finanzen, Strategie & Transformation, Personalverwaltung und Gruppenentwicklung, sowie den Geschäftsführern der vier wichtigsten Marktgebiete Frankreich, Nord- und Zentraleuropa, Nordamerika und International.
Der Konzern ist auf fünf Kontinenten in mittlerweile 20 Ländern tätig und betreibt 14 verschiedene Arten von Verkehrsmitteln. Die Anzahl der Beschäftigten wird hierbei abweichend mit 82.000 angegeben. Gemäß älteren Angaben betrieb der Konzern 43.000 Fahrzeuge und u. a. 22 Straßenbahn/Stadtbahn-Betriebe.

## Tochtergesellschaften
Ende 2022 umfasste die Transdev-Firmengruppe 577 vollkonsolidierte Gesellschaften. Ende 2017 gehörten 633 Gesellschaften in 27 Ländern zum Konsolidierungskreis von Transdev, aufgeteilt auf 561 vollkonsolidierte Gesellschaften, drei quotenkonsoliderte Gesellschaften und 69 nach Equitymethode bewertete Gesellschaften, darunter 17 Joint Ventures. 
Zur Übersicht aufgeführt sind die größten Einzelgesellschaften samt Geschäftsgang gemäß Geschäftsbericht 2022 bzw. 2017 sowie die operativen Ländergesellschaften, soweit erkennbar.
| Name | Anteil   | Sitz                   | Markt               |
| --- | -------- | ---------------------- | ------------------- |
| Transdev SA | 100,00 % | Frankreich             | Frankreich          |
| Transdev Ile de France SA | 100,00 % | Frankreich             | Frankreich          |
| Transdev Rail | 100,00 % | Frankreich             | Frankreich          |
| Transdev Eurolines SA A | 100,00 % | Frankreich             | Frankreich          |
| Transdev North America Inc. | 100,00 % | Vereinigte Staaten     | Nordamerika         |
| Transdev Canada Inc. | 100,00 % | Kanada                 | Nordamerika         |
| Transdev Connexxion Holding B.V. C                                                                                               | 86,42 %  | Niederlande            | Nord-/Zentraleuropa |
| Transdev GmbH | 100,00 % | Deutschland            | Nord-/Zentraleuropa |
| Transdev Eurolines CZ A.S. A | 100,00 % | Tschechien             | Nord-/Zentraleuropa |
| Transdev Plc | 100,00 % | Vereinigtes Königreich | Nord-/Zentraleuropa |
| Transdev Ireland Ltd. | 100,00 % | Irland                 | Nord-/Zentraleuropa |
| Transdev Northern Europe AB | 100,00 % | Schweden               | Nord-/Zentraleuropa |
| Transdev Sverige AB | 100,00 % | Schweden               | Nord-/Zentraleuropa |
| Transdev Finland Oy | 100,00 % | Finnland               | Nord-/Zentraleuropa |
| Transdev Australasia Pty Ltd. | 100,00 % | Australien             | International       |
| Transdev Australia Pty Ltd. | 100,00 % | Australien             | International       |
| Transdev New Zealand Ltd. | 100,00 % | Neuseeland             | International       |
| Transdev Participacões SGPS SA                                                                                                   | 100,00 % | Portugal               | International       |
| Transdev España SL | 100,00 % | Spanien                | International       |
| Veolia Transport Chile | 100,00 % | Chile                  | International       |
| Connexion Móvil | 33,41 %  | Kolumbien              | International       |
| Ciudad Móvil | 38,50 %  | Kolumbien              | International       |
| Transdev Rabat Salé SA | 99,99 %  | Marokko                | International       |
| RATP Dev Transdev Asia B | 50,00 %  | China (HK)             | International       |
| RATP Dev Transdev India | 50,00 %  | Indien                 | International       |
| VT RATP China | 50,00 %  | China (HK)             | International       |
| VT RATP Korea | 50,00 %  | Südkorea               | International       |
| A Anfang Mai 2019 an die Flixmobility GmbH verkauft B Joint Venture (50/50) mit RATP Dev C 2017 noch als Connexxion Nederland NV |          |                        |                     |